# Хансен, Ханс (художник)
Ханс Хансен (фар. Hans Hansen; 14 ноября 1920, Микладеалур, Фарерские острова — 8 марта 1970, Копенгаген, Дания) — фарерский художник.

## Биография
С 15-летнего возраста, как и большинство его сверстников, рыбачил. Позже, брал уроки рисунка, с 1942 работал подмастерьем у художника. Во время Второй мировой войны жил в Исландии, где впервые познакомился творчеством исландского художника Йоханнеса Кьярваля, которое повлияло на его интерес к живописи.
В 1949 году Х. Хансен переехал в Копенгаген, где стал учиться сначала в частной рисовальной школе, затем в 1953—1957 годах в художественной школе Датской королевской академии искусств в Копенгагене. В художественной академии изучал, кроме прочего, технику фресковой живописи. В 1958 году совершил учебную поездку в Париж.
После завершения обучения поселился в Торсхавне.
Ханс Хансен принадлежит к поколению первопроходцев фарерской живописи, которых вдохновлял художник, «отец фарерской живописи» Самаль Йенсен-Мичинес (1906—1979).
Ханс Хансен — автор пейзажей. Многие из своих картин создал вдохновлённый природой своей деревни и острова. Украсил фресками несколько объектов на родине.
В своих картинах, написанных маслом, он также старался добиться особого эффекта поверхности, ясного цветового и характерного пасторального тона, характерного для фресковых красок. Для его пейзажей и портретов характерны чёткая форма, чистота и яркость красок, индивидуальный лирический тон.
Участвовал в выставках в Рейкьявике, Леруике и Эдинбурге ; провёл персональные выставки в Торсхавне и Клаксвике.
Похоронен в Микладалуре.
В сентябре 1998 года Почта Фарерских островов выпустила серию марок с его картинами.

## Галерея

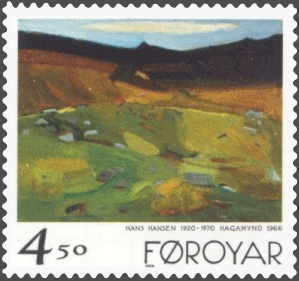
Пустошь.
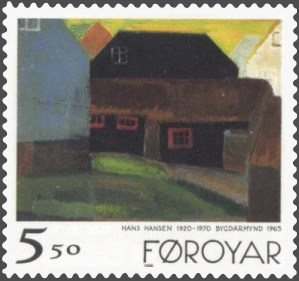
Деревня.
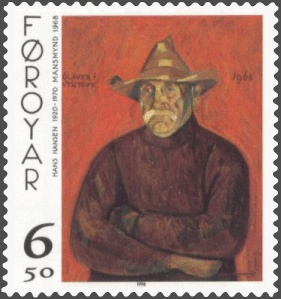
Мужской портрет